# Carl Ludwig von Siegroth
Carl Ludwig von Siegroth (geb. 1731 im Fürstentum Oels; gest. 23. April 1782 in Berlin) war ein preußischer kurmärkischer Kammerpräsident und Landrat.

## Herkunft

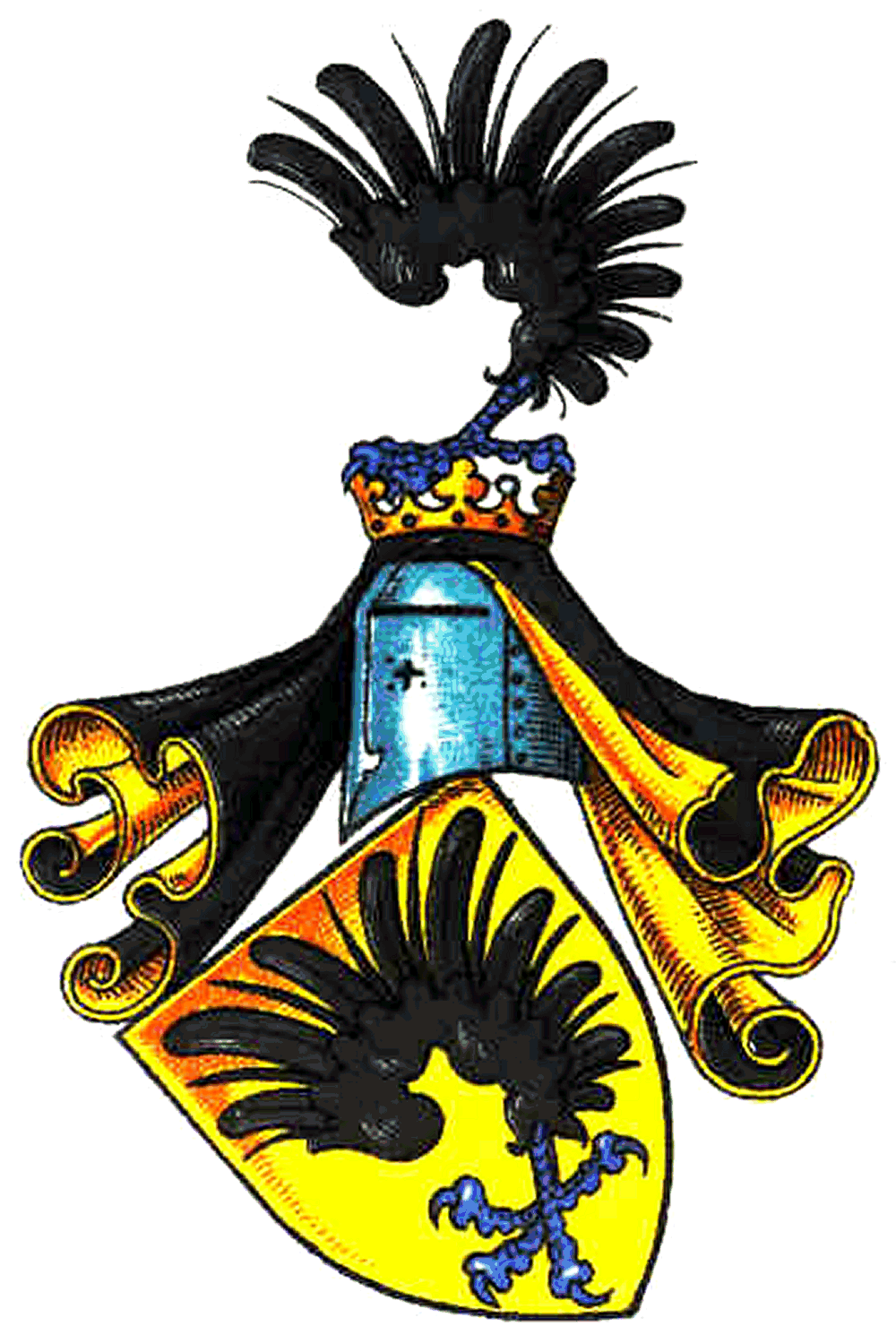
Stammwappen derer von Siegroth

Carl Ludwig von Siegroth war Angehöriger des schlesischen Uradelsgeschlechtes Siegroth. Er war der Sohn von Carl Ludwig von Siegroth (1710–1786), Erbherr auf Kuhnau.

## Werdegang

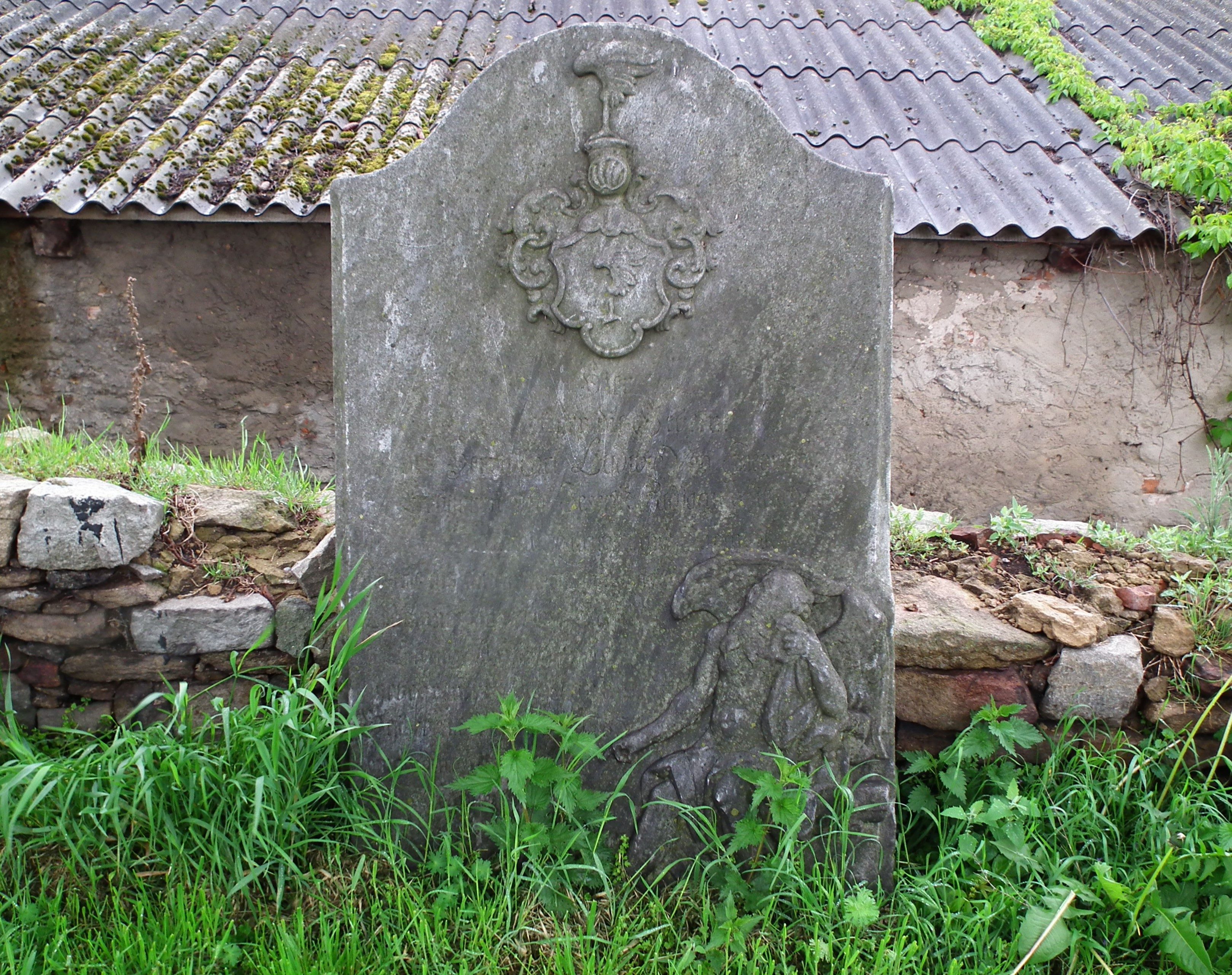
Grabstein von Carl Ludwig von Siegroth

Carl Ludwig besuchte zunächst ab dem 24. April 1748 das Collegium Carolinum in Braunschweig. 1765 wurde er Nachfolger von George Heinrich von Tschirschky als Landrat des Landkreises Oppeln. Nach einem Vorschlag von Minister von Schlabrendorf am 22. September 1765, ihn zum Direktor der kurmärkischen Kammer zu ernennen, folgte die Beförderung zum Kammerdirektor mittels Ordre am 29. September 1765. Das Amt des Landrats in Oppeln übernahm an seiner Stelle Johann Ludwig Ernst von Lyncker. Am 12. Juni 1766 wurde er in der Nachfolge von Julius August von der Horst zum Präsident der kurmärkischen Kriegs- und Domänenkammer ernannt. Nach seinem Tod im Jahr 1782 ging das Amt an Karl Maximilian Ferdinand von Mauschwitz über.

## Persönliches
Carl Ludwig von Siegroth war mit einer geb. Freiin von Arnold verheiratet. Aus dieser Ehe ging ein Sohn hervor.